# Martin Fuchs
Martin Fuchs (Bietenholz, 13 de julio de 1992) es un jinete suizo que compite en la modalidad de salto ecuestre. Es hijo del jinete Thomas Fuchs.
Ganó una medalla de plata en el Campeonato Mundial de Saltos Ecuestres de 2018 y cinco medallas en el Campeonato Europeo de Saltos Ecuestres entre los años 2015 y 2021.
Participó en dos Juegos Olímpicos de Verano, ocupando el sexto lugar en Río de Janeiro 2016 y el quinto en Tokio 2020, en la prueba por equipos.

## Palmarés internacional
| Campeonato Mundial | Campeonato Mundial      | Campeonato Mundial | Campeonato Mundial |
| Año                | Lugar                   | Medalla            | Categoría          |
| ------------------ | ----------------------- | ------------------ | ------------------ |
| 2018               | Tryon (Estados Unidos)  | Medalla de plata   | Individual         |
| Campeonato Europeo |                         |                    |                    |
| Año                | Lugar                   | Medalla            | Categoría          |
| 2015               | Aquisgrán (Alemania)    | Medalla de bronce  | Por equipos        |
| 2017               | Gotemburgo (Suecia)     | Medalla de bronce  | Por equipos        |
| 2019               | Róterdam (Países Bajos) | Medalla de oro     | Individual         |
| 2021               | Riesenbeck (Alemania)   | Medalla de oro     | Por equipos        |
| 2021               | Riesenbeck (Alemania)   | Medalla de plata   | Individual         |